# The Gunsaulus Mystery
The Gunsaulus Mystery er en amerikansk stumfilm fra 1921 af Oscar Micheaux.

## Medvirkende
- Evelyn Preer
- Lawrence Chenault
- Dick Abrams
- Louis De Bulger
- Mabel Young
- Eddie Brown
- Hattie Christian